# Trần Hùng Dũng
Trần Hùng Dũng (sinh ngày 21 tháng 12 năm 1962) là thẩm phán cao cấp người Việt Nam. Ông hiện giữ chức vụ Chánh án Tòa án nhân dân tỉnh Sóc Trăng. Ông từng là Chánh án Tòa án nhân dân tỉnh Bạc Liêu.

## Tiểu sử
Trần Hùng Dũng sinh ngày 21 tháng 12 năm 1962, quê quán tại xã Châu Hưng, huyện Thạnh Trị, tỉnh Sóc Trăng.
Trần Hùng Dũng có bằng Cử nhân Luật.
Trần Hùng Dũng là Chánh án Tòa án nhân dân tỉnh Bạc Liêu.
Từ ngày 1 tháng 4 năm 2014, Trần Hùng Dũng, thẩm phán cao cấp, Chánh án Tòa án nhân dân tỉnh Bạc Liêu được Chánh án Tòa án nhân dân tối cao Việt Nam cho thôi giữ chức Chánh án Tòa án nhân dân tỉnh Bạc Liêu, và điều động tới làm Chánh án Tòa án nhân dân tỉnh Sóc Trăng, đổi vị trí cho ông Dương Công Lập, Chánh án Tòa án nhân dân tỉnh Sóc Trăng về làm Chánh án Tòa án nhân dân tỉnh Bạc Liêu.